# Eiger Express
El Eiger Express es un funicular que une el municipio de Grindelwald con la estación Eigergletscher, en los Alpes de Suiza, y fue inaugurado en diciembre de 2020.

## Historia
El Eiger Express fue construido como parte de un proyecto mayor conocido como funicular V, que incluía una nueva estación, la Terminal Grindelwald, la sustitución del funicular Männlichen y la construcción del Eiger Express.
El proyecto comenzó a materializarse en 2008, cuando se replanteó que la estación de Kleine Scheidegg se hiciera subterránea, aunque esta opción no se llevó a cabo. Un proyecto más tardío para un funicular en forma de Y también se consideró, pero fue abandonado en 2011. Finalmente, en 2012, se exploraron los primeros proyectos para el funicular V y en 2014 se produjo una votación en Grindelwald para aprobar su construcción. Aunque fue rechazado, se aprobó un segundo plan a comienzos de 2015.
A pesar de que se dio luz verde en 2015, la construcción no comenzó hasta abril de 2018 debido a diecisiete enmiendas que tuvieron que ser rectificadas, para entonces solamente el proyecto había costado doce millones de francos suizos.En marzo de 2019, se completaron las excavaciones en el Eiger que permitieron durante el resto del año construir la nueva estación de Eigergletscher y las zonas de esquí. A partir de mayo de 2020 se empezaron a construir las cabinas para el funicular Eiger Express.
El diciembre de 2020 se produjo la inauguración del Eiger Express con un presupuesto total de 470 millones de francos suizos. Debido a la pandemia de covid-19, la inauguración se produjo con muy poca afluencia de algunos ejecutivos y dos águilas.

## Servicio
La duración del Eiger Express es de 15 minutos en total, viajando a 8 metros por segundo en una distancia de 6.483 metros.Este servicio ha permitido un acceso mucho más rápido a la cima del Jungfraujoch, ahorrando 47 minutos.Existen 44 cabinas que pueden albergar un máximo de 26 personas cada una. Además, existe una cabina de lujo con el número 888 que tiene un bar de champán en el medio de la misma.Se pueden transportar unas 2.200 personas por hora y, gracias al sistema tri-cable, solamente se tuvieron que construir siete torres a la largo de la ruta, pasando las cabinas a unos 1.800 metros de la cara norte del Eiger.
A la llegada a la cima, se ha construido un nuevo vestíbulo para conectar el servicio con la estación de ferrocarril de Eigergletscher. Desde ahí se puede acceder al tren del Jungfrau o directamente a zonas para senderistas o esquiadores.